# Adam Rzepecki (kierowca)
Adam Rzepecki (ur. 21 marca 1996 roku) – licencjonowany, były profesjonalny polski kierowca wyścigowy. Ścigał się w latach 2012-2023. Z powodów osobistych i zdrowotnych zrezygnował ze ścigania się profesjonalnie w połowie 2023. Od 2024 roku uczestniczy w amatorskich zawoduach Superoes/KJS itp.

## Kariera
2011 - start w czterech wyścigach licencjonowany WPP/WSMP samochodem KIA Picanto I,
2012 - starty w WPP, WSMP, CEZ, WSMP ENDURANCE, CEZ ENDURANCE, CLIO CUP BOHEMIA w Renault Clio III RS Cup,
2013-2015 - główne zawody Volkswagen Castrol Cup i Volkswagen Golf Cup w Volkswagen Golf VI GTI CUP oraz WSMP, HOUR RACE w Seat Leon Supercopa,
2016 - Skoda Octavia Cup samochodem Skoda Octaria III RS Cup,
2017 - WSMP ENDURANCE w Porsche 997 GT3 Cup,
2018-2019 - Clio Cup Central Europe w Renault Clio IV Cup, 
2020 - ESET V4 CUP w Renault Clio IV Cup,
2021 - ESET CUP w Porsche 991 GT3 Cup,
2022 - ESET CUP w Porsche 991 GT3 Cup oraz 4 wyścigi w TCR Eastern Europe w Audi LMS RS3 TCR,
2023 - 4/6 rund TCR Eastern Europe w Audi LMS RS3 TCR,